# 肯尼迪峰
肯尼迪峰（英語：Kennedy Peak），是南極洲的山峰，位於瑪麗皇后地，處於巴爾史密斯山以南4公里的登曼冰川西部，根據美國海軍拍攝的空中照片繪入地圖，現時由南極條約體系管理。